# Bicentenario del Primer Grito de Independencia de Centroamérica
El Bicentenario del Primer Grito de Independencia de Centroamérica comprendió una serie de festejos que conmemoraron los doscientos años del Primer movimiento independentista en San Salvador de 1811. El 5 de noviembre de ese año, los pobladores de la ciudad de San Salvador —liderados por Manuel José Arce, José Matías Delgado y los hermanos Aguilar—, lograron deponer a las autoridades de la Intendencia de San Salvador, representativas de la Capitanía General de Guatemala. Fue el primer intento de sublevación previo a la Independencia de Centroamérica del 15 de septiembre de 1821.
En su mayor parte, las actividades fueron desarrolladas por las instituciones gubernamentales de El Salvador.    

## Actividades

### Asamblea Legislativa de El Salvador
La Asamblea Legislativa de El Salvador declaró el "Año del Bicentenario del Primer Grito de Independencia de Centroamérica", por medio del Decreto n.o 580 del 6 de enero de 2011, publicado en el Diario Oficial del 17 de enero del mismo año.
También designó a la ciudad de San Salvador como "Capital del Bicentenario" el 15 de septiembre de 2011; así como otras poblaciones recibieron el reconocimiento de "Ciudades del Bicentenario", siendo ellas: Aguilares, Cojutepeque, Metapán, Santa Ana, San Miguel, Santiago Nonualco, San Vicente, Sensuntepeque, Suchitoto, Usulután y Zacatecoluca.
Asimismo, el parlamento salvadoreño creó la “Orden al Mérito 5 de Noviembre. Próceres de la Patria” concedida a “ciudadanos nacionales o extranjeros que hayan prestado servicios distinguidos al país”, y la cual fue instituida el 4 de noviembre de 2011. Ese día tuvo lugar una sesión solemne.

### Gobierno de El Salvador
El Gobierno de El Salvador, a través de la Secretaría de Cultura de la Presidencia, ejecutó una serie de programas que  incluyen "el fortalecimiento de la identidad nacional y de la cohesión social, obras de infraestructura conmemorativas, celebraciones cívicas de carácter popular, expresiones artísticas, actividades académicas, el uso de nuevas tecnologías para la promoción del pensamiento y reflexiones salvadoreñas sobre este evento y promoción de actividades". Una Comisión Nacional Bicentenario, encabezada por el presidente Mauricio Funes, tuvo a su cargo la celebración. Precisamente, en el mes de noviembre fue presentado el "logo oficial".
El día 25 de febrero de 2011 fue el inicio oficial de las actividades, que culminaron con los festejos principales del tres al cinco de noviembre de ese mismo año. Otras actividades: 
- Arte al Centro: actividades artísticas en diversos sitios del centro histórico de San Salvador.[10]
- Restauración del campanario de la Iglesia La Merced: Bien cultural del país ubicado en el centro histórico de San Salvador.[11]
- Juegos Florales: La Secretaría de Cultura ha organizado la convocatoria para el concurso literario en el género de ensayo, y los concursantes deberán hacer "una valoración crítica" en torno a un tema relacionado con los 200 años del Primer Grito de Independencia.[12]
- Juventud Bicentenario: Con el apoyo de la Dirección Nacional de Formación en Artes de la Secretaría de Cultura de la Presidencia, fue organizado una red ciudadana que persigue "el fomento de la cultura, la memoria histórica, la promoción y difusión de las actividades que se desarrollan para conmemorar los 200 años del Primer Grito de Independencia". Entre sus actividades se incluyen recorridos a lugares históricos del país.[13]
- Emisión de sellos postales: La Secretaría de Cultura (SEC), el Ministerio de Gobernación y Correos de El Salvador presentaron una emisión especial de ocho estampillas dedicada al Bicentenario del Primer Grito de Independencia.[14]

Para el día 5 de noviembre los eventos protocolares consistieron en el izamiento de la bandera de El Salvador en las ciudades de San Salvador, Santa Ana y San Miguel; colocación de ofrenda floral en la explanada de los próceres en el cuartel militar El Zapote; acto ecuménico; desfile militar por parte de la Fuerza Armada que inició en la Plaza del Divino Salvador del Mundo y terminó frente al Palacio Nacional.

### Alcaldía de San Salvador

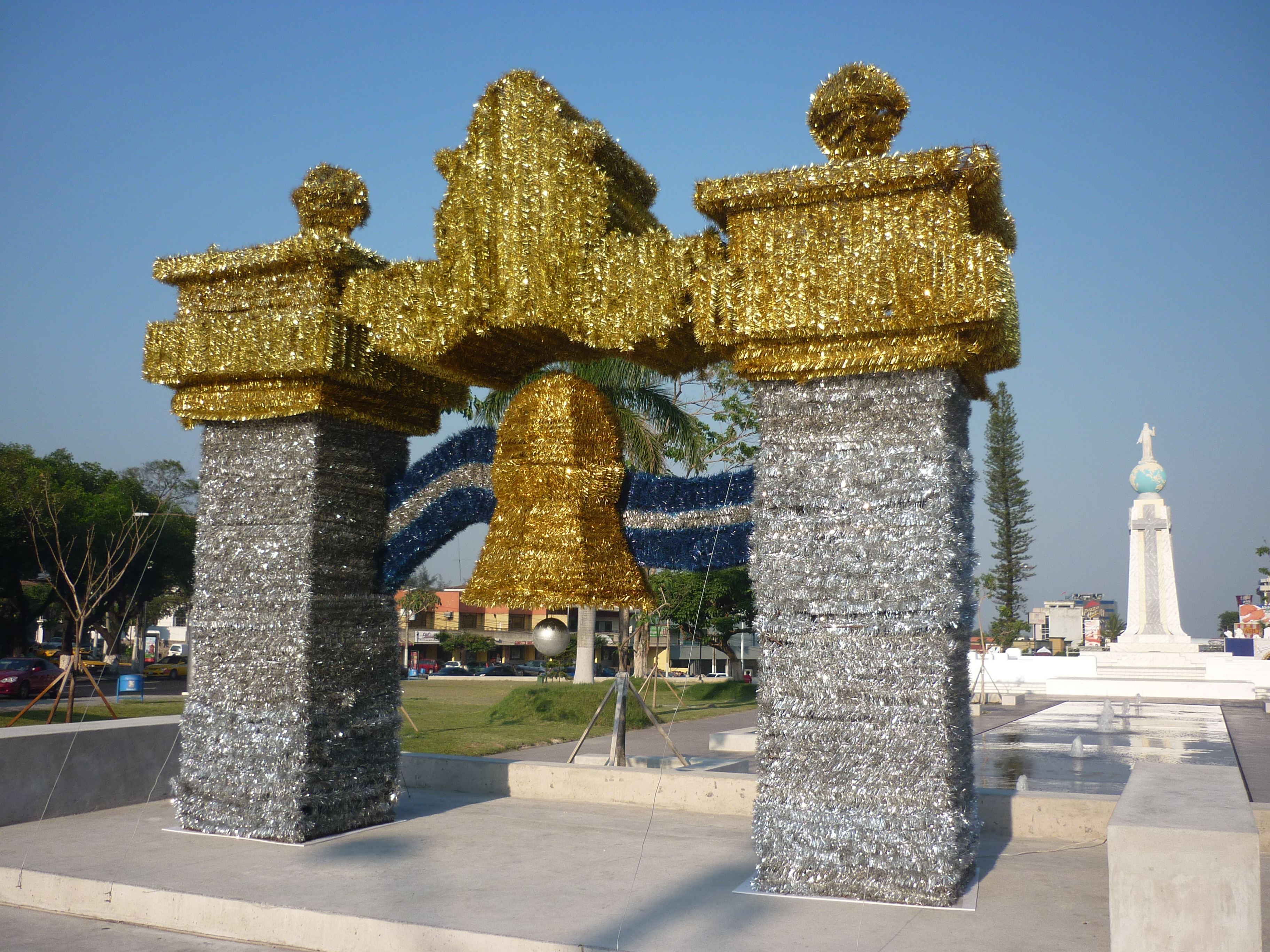
Representación del campanario de la Iglesia La Merced, uno de los símbolos del bicentenario, ubicada en la Plaza Salvador del Mundo.

La Alcaldía de San Salvador, encabezada por el edil Norman Quijano, inició las actividades el 5 de noviembre de 2010 en la Iglesia Nuestra Señora de La Merced.
Meses antes, la institución había logrado que la ciudad fuera declarada como Capital Iberoamericana de la Cultura por parte de los alcaldes asistentes a la XIV Asamblea de la Unión de Ciudades Capitales Iberoamericanas, reunidos en República Dominicana. Asimismo el alcalde nombró una  Comisión Municipal para la Celebración del Bicentenario del Primer Grito de Independencia el 25 de agosto de 2009.
Otros eventos incluyeron:
- "800 años de moda": desfile de colección de estilos que incluye trajes folklóricos, étnicos, religiosos, cabaret, contemporáneos y de carnaval que datan desde 1200 hasta 1900.[18][19]
- Ruta del Bicentenario: recorrido de lugares emblemáticos del centro histórico de San Salvador, como la Plaza Libertad, Iglesia El Rosario, Iglesia San Esteban, Iglesia La Merced y Castillo de la Policía Nacional Civil.[20]

- Tour nocturno al Cementerio de Los Ilustres: visitas guiadas al camposanto que contiene los restos de notables personalidades.[21]

- Parque del Bicentenario: la alcaldía de San Salvador junto a la de Antiguo Cuscatlán, con la colaboración del Ministerio de Medio Ambiente y la organización Salvanatura, inauguraron esta reserva natural ubicada al poniente del Área Metropolitana en el contexto de la celebración del Bicentenario.[22]

- Mural del Bicentenario: se encuentra ubicado en las inmediaciones del Centro de Gobierno sobre la Alameda Juan Pablo II. Fue elaborado por diversos artistas e incluye la historia de El Salvador desde el Primer Grito de Independencia hasta la época contemporánea. La obra está dividida en 33 segmentos.[23]

El día 5 de noviembre la alcaldía contó entre sus actividades principales la entrega de la remodelación de la plaza San José, junto a la restauración del monumento a José Matías Delgado en la misma plaza, y la cual se encuentra en el centro histórico de San Salvador. Otros eventos incluyeron: desfile de carrozas, actos culturales en la Plaza del Divino Salvador del Mundo, carnaval y entonación del himno con espectáculo “piromusical”.

### Academia Salvadoreña de la Historia
La Academia Salvadoreña de la Historia, apoyada por otras instituciones públicas y privadas, organizó un Cedulario itinerante -1811 Bicentenario- que consistió en una exposición gráfica del periodo precolombino, colonial e independentista, acompañada de charlas y conferencias. La muestra, que recorrió distintas localidades de El Salvador, inició en junio de 2010 y culminó el 5 de noviembre de 2011.

### Festival bicentenario
El Festival bicentenario: Un grito de libertad fue organizado por la Telecorporación Salvadoreña en la fachada del Palacio Nacional el día 5 de noviembre, y contó con la presencia de notables artistas salvadoreños, entre ellos Álvaro Torres, Víctor Emmanuelle, José Canjura, Gerardo Parker y Marinella Arrué.